# Командный чемпионат мира по спортивной ходьбе 2024
Командный чемпионат мира по спортивной ходьбе 2024 года прошёл 21 апреля в Анталье (Турция). Сильнейших выявляли взрослые спортсмены и юниоры до 20 лет (2005 года рождения и моложе). Были разыграны 9 комплектов медалей: по 4 в личном и командном зачёте, а также в смешанной эстафете.
Право проведения соревнований было доверено Анталье Советом World Athletics в марте 2023 года.

## Изменения в программе соревнований
В программе чемпионата произошли очередные изменения. Ранее в апреле 2023 года World Athletics и Международный олимпийский комитет сообщили о включении в программу Олимпийских игр 2024 года новой дисциплины — смешанной эстафеты в спортивной ходьбе. Она заняла место ходьбы на 50 километров среди мужчин, исключённой из олимпийской программы из-за несоответствия принципам гендерного равенства. В отношении командного чемпионата мира 2024 года было принято аналогичное решение: ходьба на 35 км среди мужчин и женщин, проводившаяся всего лишь один раз в 2022 году, была заменена на смешанную эстафету. Количество разыгрываемых медалей сократилось с 12 до 9, а продолжительность турнира — с двух дней до одного.
Эстафетные команды состояли из 2 человек (1 мужчина и 1 женщина), каждый из которых преодолевал по 2 этапа. Мужчины выступали на 1 и 3 этапах (длиной 12,195 км и 10 км соответственно), женщины — на 2 и 4 этапах (оба по 10 км). Общая длина дистанции составляла 42 км 195 м (марафон). Чемпионат стал дебютом для нового вида на крупных международных соревнованиях и главным этапом олимпийского отбора: 27 из 30 команд-участниц Игр определились в Анталье.

## Расписание
| Дата           | Время | Заход              |
| -------------- | ----- | ------------------ |
| 21 апреля 2024 | 07:00 | 10 км юниоры       |
| 21 апреля 2024 | 08:00 | 10 км юниорки      |
| 21 апреля 2024 | 09:10 | 20 км женщины      |
| 21 апреля 2024 | 11:05 | 20 км мужчины      |
| 21 апреля 2024 | 12:55 | Смешанная эстафета |

Время местное (UTC+3:00)

## Итоги соревнований
Каждая страна могла выставить до трёх команд в смешанной эстафете, до пяти спортсменов в каждый из взрослых заходов и до трёх — в юниорских соревнованиях. Лучшие в командном зачёте определялись по сумме мест трёх лучших спортсменов среди взрослых и двух лучших — среди юниоров.
Сборные России и Белоруссии не были допущены к участию в чемпионате решением Совета World Athletics от 1 марта 2022 года, принятым в связи с вторжением российских войск на Украину.
На старт вышел 391 спортсмен из 50 стран мира (154 мужчины, 137 женщины, 51 юниор и 49 юниорок).
Двухкилометровая трасса была проложена по территории Экспоцентра Антальи. Соревнования прошли в ясную погоду при комфортной температуре: от +15 градусов утром до +20 градусов днём.
16-летний Айзек Бикрофт из Австралии стал самым молодым победителем захода юниоров в истории турнира. На заключительных 2 км он сократил отставание в 12 секунд от лидирующего китайца Ши Шэнцзи, а за 100 метров до финиша вышел на первое место. Среди юниорок в 4 раз за последние 5 чемпионатов победу одержала спортсменка из Китая. В Анталье сильнейшей стала Ян Сичжэнь, опередившая двух легкоатлеток из Испании.
Чемпионка мира 2022 года Кимберли Гарсия стала первой победительницей командного чемпионата мира в истории Перу. Двумя годами ранее она же завоевала для своей страны первую индивидуальную медаль турнира (бронзовую). В Анталье у Перу долгое время сохранялись шансы на двойной подиум. За километр до финиша на втором месте находилась Эвелин Инга, но из-за трёх предупреждений за нарушение техники ходьбы судьи остановили её перед финишной прямой в штрафной зоне. После истечения 2 минут перуанка вернулась на дистанцию на четвёртом месте в считанных секундах позади Эрики де Сены из Бразилии, однако за оставшееся время отыграть отставание ей не удалось. От бронзового призёра Инга отстала на 4 секунды. 38-летняя Сена повторила свой успех 2016 года, когда она также заняла третье место.
Исключение ходьбы на 35 км не помешало действующему чемпиону на этой дистанции вновь стать сильнейшим на командном чемпионате мира. Персеус Карлстрём из Швеции уверенно выиграл 20 км с высоким результатом 1:18.49.
В смешанной эстафете предстартовые фавориты оказались за пределами пьедестала. Сборная Италии, составленная из двух олимпийских чемпионов 2021 года, Массимо Стано и Антонеллы Пальмизано, сошла с дистанции из-за травмы Стано. Испанская команда с двукратной чемпионкой мира 2023 года Марией Перес и титулованным Мигелем Анхелем Лопесом финишировала только на 10-м месте в 5 минутах от пьедестала. За победу боролись две другие команды из Испании, а также дуэты из Бразилии, Японии, Австралии и Италии. За 2 километра до финиша лидировала Вивиан Лира из Бразилии, выступавшая в команде с Кайо Бонфимом. Однако третье предупреждение за нарушение техники ходьбы привело к вынужденной остановке в штрафной зоне на 3 минуты и лишило их шансов на медали (заняли 5-е место). Чемпионство разыграли Кумико Окада и Валентина Траплетти. Сильнейшей в этом противостоянии оказалась 38-летняя итальянка, которая на последнем 2-километровом круге сначала отыграла 15-секундное отставание, а затем оторвалась от соперницы на 19 секунд.
В командном первенстве две победы одержали представители Испании. В ходьбе на 20 км у мужчин они стали сильнейшими во второй раз в истории чемпионата (первая победа была добыта в 2006 году). Среди юниорок до 20 лет Испания стала первой, кто прервал доминирование России и Китая, разделивших все предыдущие командные титулы.

## Призёры
Сокращения: WR — мировой рекорд | AR — рекорд континента | NR — национальный рекорд | WU20R — мировой рекорд среди юниоров | AU20R — континентальный рекорд среди юниоров | NU20R — национальный рекорд среди юниоров | CR — рекорд соревнований
Курсивом выделены участники, чей результат не пошёл в зачёт команды

### Мужчины и юниоры
| Дисциплина             | Золото                                                                       | Золото      | Серебро                                                                       | Серебро  | Бронза                                                                                                  | Бронза   |
| ---------------------- | ---------------------------------------------------------------------------- | ----------- | ----------------------------------------------------------------------------- | -------- | --- | -------- |
| 20 км                  | Персеус Карлстрём Швеция                                                     | 1:18.49     | Пол Макграт Испания                                                           | 1:19.14  | Диего Гарсия Испания                                                                                    | 1:19.51  |
| 20 км (команды)        | Испания · Пол Макграт · Диего Гарсия · Альваро Лопес · Иван Лопес · Марк Тур | 13 очков    | Япония · Юта Кога · Сатоси Маро · Томохиро Нода · Кэнто Ёсикава · Рё Хаманиси | 26 очков | Италия · Риккардо Орсони · Джанлука Пиккьоттино · Микеле Антонелли · Андреа Агрусти · Эмилиано Бриганте | 33 очка  |
| Юниоры 10 км           | Айзек Бикрофт Австралия                                                      | 39.56 AU20R | Ши Шэнцзи Китай                                                               | 39.57    | Ло Цзявэй Китай                                                                                         | 40.03    |
| Юниоры 10 км (команды) | Китай · Ши Шэнцзи · Ло Цзявэй · Ли Чэньцзе                                   | 5 очков     | Япония · Сотаро Осака · Тайсэй Ёсидзако · Юки Симода                          | 10 очков | Австралия · Айзек Бикрофт · Райли Коклан · Маркус Уэйким                                                | 14 очков |

### Женщины и юниорки
| Дисциплина              | Золото                                                        | Золото   | Серебро                                               | Серебро  | Бронза                                                                      | Бронза   |
| ----------------------- | ------------------------------------------------------------- | -------- | ----------------------------------------------------- | -------- | --------------------------------------------------------------------------- | -------- |
| 20 км                   | Кимберли Гарсия Перу                                          | 1:27.12  | Ма Чжэнься Китай                                      | 1:27.55  | Эрика де Сена Бразилия                                                      | 1:29.22  |
| 20 км (команды)         | Китай · Ма Чжэнься · Цзи Хайин · Ши Юйся · Инь Ламэй · Пэн Ли | 15 очков | Перу · Кимберли Гарсия · Эвелин Инга · Мари Лус Андия | 15 очков | Испания · Лидия Санчес-Пуэбла · Антия Чамоса · Паула Хуарес · Люсия Редондо | 31 очко  |
| Юниорки 10 км           | Ян Сичжэнь Китай                                              | 45.06    | Альдара Мейлан Испания                                | 45.12    | София Сантакреу Испания                                                     | 45.17    |
| Юниорки 10 км (команды) | Испания · Альдара Мейлан · София Сантакреу · Хрисельда Серрет | 5 очков  | Китай · Ян Сичжэнь · Чэнь Мэйлин · До Цзецо           | 6 очков  | Италия · Джулия Габриэле · Серена Ди Фабио · Мишель Канто                   | 11 очков |

### Смешанная эстафета
| Дисциплина         | Золото                                             | Золото     | Серебро                            | Серебро | Бронза                                       | Бронза  |
| ------------------ | -------------------------------------------------- | ---------- | ---------------------------------- | ------- | -------------------------------------------- | ------- |
| Эстафета 42,195 км | Италия · Франческо Фортунато · Валентина Траплетти | 2:56.45 CR | Япония · Коки Икэда · Кумико Окада | 2:57.04 | Испания · Альваро Мартин · Лаура Гарсия-Каро | 2:57.47 |